# Thuidium laeviusculum
Thuidium laeviusculum là một loài Rêu trong họ Thuidiaceae. Loài này được (Mitt.) A. Jaeger miêu tả khoa học đầu tiên năm 1878.